# سید علی‌محمد امامی
سید علی‌محمد امامی از اعضای گروه و حزب اسلام‌گرای شیعه فدائیان اسلام بود که در ترور و قتل احمد کسروی  و  منشی‌اش حدادپور مشارکت  داشت.
وی از افراد بنیان‌گذار و عضو شورای مرکزی فداییان اسلامی بود. اعضای شورای مرکزی جمعیت فداییان اسلام در اواسط دهه ۱۳۲۰ شامل سید مجتبی نواب صفوی، سید شمس قنات‌آبادی و سید حسین امامی و آقایان سید علی‌محمد امامی، مهدی عراقی، محمدصادق امانی، مظفرعلی ذوالقدر، عبدالحسین واحدی، خلیل‌الله طهماسبیان معروف به خلیل طهماسبی، محمد واحدی، علی صداقت، محمدمهدی عبدخدایی و سید محمدعلی میردامادی بودند.
از جمله اقدامات  وی در این گروه همراهی با برادرش در ترور و قتل نویسنده شهیر احمد کسروی همراه منشی‌اش حدادپور به طرز فجیعی با ضربات چاقو بود. 

برادران امامی  پس از ترور احمد کسروی، در دادگاه نظامی تبرئه شدند، زیرا که هم رهبران مذهبی از آن‌ها پشتیبانی می‌کردند و هم مقامات حکومتی امیدوار بودند تا در برابر حزب توده از آن‌ها بهره‌برداری کنند. 